# HEAR MY VOICE
『HEAR MY VOICE』（ヒア・マイ・ボイス）は、ワン・リーホンの全12曲日本語セカンドオリジナルアルバム（スタジオ録音アルバム）。2004年6月23日、ソニー・ミュージックジャパンインターナショナルより発売。台湾でも発売。

## 概要
このアルバムは、すべて日本語で歌われている。ブルボンから発売されたお菓子「チュエル」のCMソングとなった「愛の奇蹟」が収録されている。この曲とともに本人がＣＭに出演している。

## 収録曲目
1. I Can’t Stop Loving （4:31）
  - 作詞：ヤオ・ルオロン、ワン・リーホン／日本語詞：山本成美／作曲：ワン・リーホン／編曲：金子隆博
2. 愛の奇蹟 （4:15）
  - 作詞：フランシス・リー／日本語詞：山本成美／作曲：ワン・リーホン／編曲：金子隆博
  - ブルボン「チュエル」CMソング
3. This Could Be Love （3:48）
  - 作詞：ユー・チンウェン／日本語詞：山本成美／作曲：ワン・リーホン／編曲：村山晋一郎
4. Dream Again （4:08）
  - 作詞：山本成美、ワン・リーホン／作曲：ワン・リーホン／編曲：金子隆博
  - ブルボン「チュエル」CMソング
5. ふるえる心(Japanese Version) （4:42）
  - 作詞・作曲・編曲：ワン・リーホン
6. 永遠のはじまり （5:05）
  - 作詞：イー・ジャーヤン／日本語詞：山本成美／作曲：ワン・リーホン／編曲：金子隆博
7. モノローグ （4:35）
  - 作詞：フランシス・リー／日本語詞：山本成美／作曲・編曲：ワン・リーホン
8. Hear My Voice （4:39）
  - 作詞：フランシス・リー／日本語詞：山本成美／作曲・編曲：ワン・リーホン
9. 僕等になれなくて(Japanese Version) （4:39）
  - 作詞：フランシス・リー／日本語詞：山本成美／作曲：ワン・リーホン／編曲：金子隆博
10. 君の知らない空へ （4:24）
  - 作詞：山本成美／作曲：ワン・リーホン／編曲：村山晋一郎
11. 手のひらの涙(Japanese Version) （4:53）
  - 作詞・作曲・編曲：ワン・リーホン
12. 君が僕の歌を聴いたら （4:51）
  - 作詞・作曲：ワン・リーホン／編曲：村山晋一郎